# Geoffrey Kingscott
Arthur Geoffrey Kingscott (* 22. Mai 1936 in Derby; † 2. März 2011 in Sawley) war ein britischer Übersetzer, Autor, Journalist, Redakteur und Politiker. Er veröffentlichte mehrere Artikel und Bücher über die Bahngeschichte und gründete zwei Übersetzungsunternehmen.

## Leben
Geoffrey Kingscott wurde schon in seiner Jugend in der Politik aktiv. Er gründete die Derbyshire Nationalist-Partei und wurde später Mitglied der Labour-Partei. Außerdem war er Vorsitzender der Long Eaton Labour-Partei. 1954–1958 studierte Kingscott Französisch am University College London.
Danach arbeitete er als auszubildender Journalist für die Zeitung Pontypridd Observer und ab 1959 für die Long Eaton Advertiser. Im Jahr darauf machte er sich als Leiter einer Nachrichtenagentur selbständig und hatte diese Position für die nächsten zehn Jahre inne.
1969 wurde die Agentur verkauft und Kingscott fing an, als freiberuflicher Übersetzer zu arbeiten. Seine erste Firma, Kingscott Translations, war in Derby Road, Long Eaton und Leeds ansässig. 1984 gründete er eine in Nottingham weitere Übersetzungsfirma, Praetorius Limited. Später hatte diese Firma ihren Sitz in Leeds, Manchester, Newcastle, Mülhausen (Frankreich) und Chicago (USA).

## Thematische Schwerpunkte
Als Übersetzer war Kingscott spezialisiert auf wirtschaftliche und technische Übersetzungen, computergestützte Übersetzung (CAT) und Terminologie, aus dem Französischen, Deutschen, Italienischen, Spanischen und Niederländischen ins Englische. Darüber hinaus war er Geschäftsleiter von Praetorius Limited (Übersetzungsfirma und Verlag) und Schriftleiter bei Language International.

## Weitere Funktionen und Mitgliedschaften
- Fellow: Institute of Translation and Interpreting[1]
- Mitglied: Institute of Linguists[1]
- Mitglied: Executive Council of the International Association for Language and Business[1]
- Mitglied: Languages Lead Body[1]
- Lokaler Organisator und Generalsekretär: United Kingdom Independence-Partei (UKIP)[2]
- Mitglied: Sawley Historical Society[2]

## Forschungsschwerpunkte
- Wirtschaftsübersetzung[1]
- technische Übersetzung[1]
- computergestützte Übersetzung[1]
- computergestützte Terminologie[1]
- Bahngeschichte>[2]

## Veröffentlichungen (Auswahl)
- Applications of Machine Translation. European Commission, 1989.[1]
- Peering into the future. In: Monique C. Cormier (Hrsg.): Translation in Canada, achievements and challenges. Canadian Translators and Interpreters Council, Ottawa.[1]
- Language translation by computer. In: A. E. Cawkell (Hrsg.): World information technology manual. Elsevier, Amsterdam 1991.[1]
- Translating and Interpreting. In: D. Dembleton, S. Hagen (Hrsg.): Languages in International Business. Hodder & Stoughton, 1992.[1]